# 癌症研究院
癌症研究院（英語：The Institute of Cancer Research）是一所位於英國倫敦的公立研究型大學，專攻腫瘤學。癌症研究院是倫敦大學的成員之一。作為皇家马斯登医院的一部份成立於1909年，2003年加入倫敦大學。包括癌症成因是DNA破壞等許多癌症理論都出自該大學的研究。
癌症研究院有兩個校區，分別位於切爾西和薩頓。該大學仅提供授课和研究型碩士學位，與皇家马斯登医院一起算是歐洲最大的綜合癌症中心。2008年科研評估中其研究水平位列全國第一。
癌症研究院接受來自英格蘭高等教育撥款委員會、惠康基金會等許多慈善組織以及公眾的捐款。

## 歷史

### 1909年至1970年
癌症研究院創始於1909年，當時只是與癌症醫院（Cancer Hospital，即後來的皇家马斯登医院）相連的實驗室大樓。第一任是亞歷山大·佩音（Alexander Paine）。1910年羅伯特·諾克斯（Robert Knox）成為該醫院電子與放射治療部（Electrical and Radio-therapeutic Department）主任，建立了英國最早的提供診療的X射線部門。癌症醫院研究院（Cancer Hospital Research Institute）在1911年由阿瑟王子主持開幕，1921年阿奇博爾德·利奇（Archibald Leitch）成為該研究院首任院長。1927年癌症醫院研究院成為倫敦大學下屬的研究生院。1931年歐内斯特·肯納韋成為研究院院長，次年肯納韋領導的團隊對煤焦油進行分餾，并製造出了苯並[a]芘。通過小鼠毒代研究，此物質被肯納韋認為是癌症的誘因之一。這是最早進行的關於純化學物質是否可致癌的研究。1939年癌症醫院研究院搬遷至切爾西的富勒姆路（Fulham Road）并更名為切爾西貝蒂研究院（Chester Beatty Research Institute）。1946年亞歷山大· 哈多爵士（Alexander Haddow）成為院長。1947年，大衛·高爾頓（David Galton）成為第一個在成人白血病治療中使用氨喋呤的醫生。
1940年代哈多建立了歐洲首家臨床化療研究單位（Clinical Chemotherapy Research Unit），合作者是皇家马斯登医院，領導人是高爾頓博士。該單位在1950年代成功研製出了白消安、瘤可寧和美法侖三種化療藥物。
1952年埃里克·柏蘭德（Eric Boyland）提出與DNA作用的特定的化學物質可以通過烃化摧毀分子。1964年的進一步研究中，彼得·布魯克斯（Peter Brookes）和菲利普·勞利證明了癌症是一種基於突變的遺傳病。

### 1970年至2000年
癌症研究院的科學家與莊信萬豐合作發明了約300種含铂藥物用於治療癌症，此外還有一系列的第二代化合物。
1994年，米歇爾·斯特拉頓（Michael Stratton）教授領導的團隊發現了基因BRCA2, 該基因與乳腺癌、卵巢癌以及前列腺癌都有關係。此後阿什沃斯教授的團隊就此做出了進一步研究。這些研究導致了PARP抑製劑、olaparib等藥物的發明。這些藥物可能會作用於一些修復途徑有問題的癌症患者。
1999年，切爾西的切爾西·比蒂實驗室經過重建，合併了托比·羅賓森乳腺癌突破研究中心（Breakthrough Toby Robins Breast Cancer Research Centre）。

## 外部連結
- The Institute of Cancer Research （页面存档备份，存于）

51°20′40″N 0°11′21″W / 51.34435°N 0.18921°W